# Campanula crenulata
Campanula crenulata är en klockväxtart som beskrevs av Adrien René Franchet. Campanula crenulata ingår i släktet blåklockor, och familjen klockväxter. Inga underarter finns listade i Catalogue of Life.